# Bourg-Sainte-Marie
Bourg-Sainte-Marie – miejscowość i gmina we Francji, w regionie Grand Est, w departamencie Górna Marna.
Według danych na rok 1990 gminę zamieszkiwało 117 osób, a gęstość zaludnienia wynosiła 13 osób/km².